# Chawton House

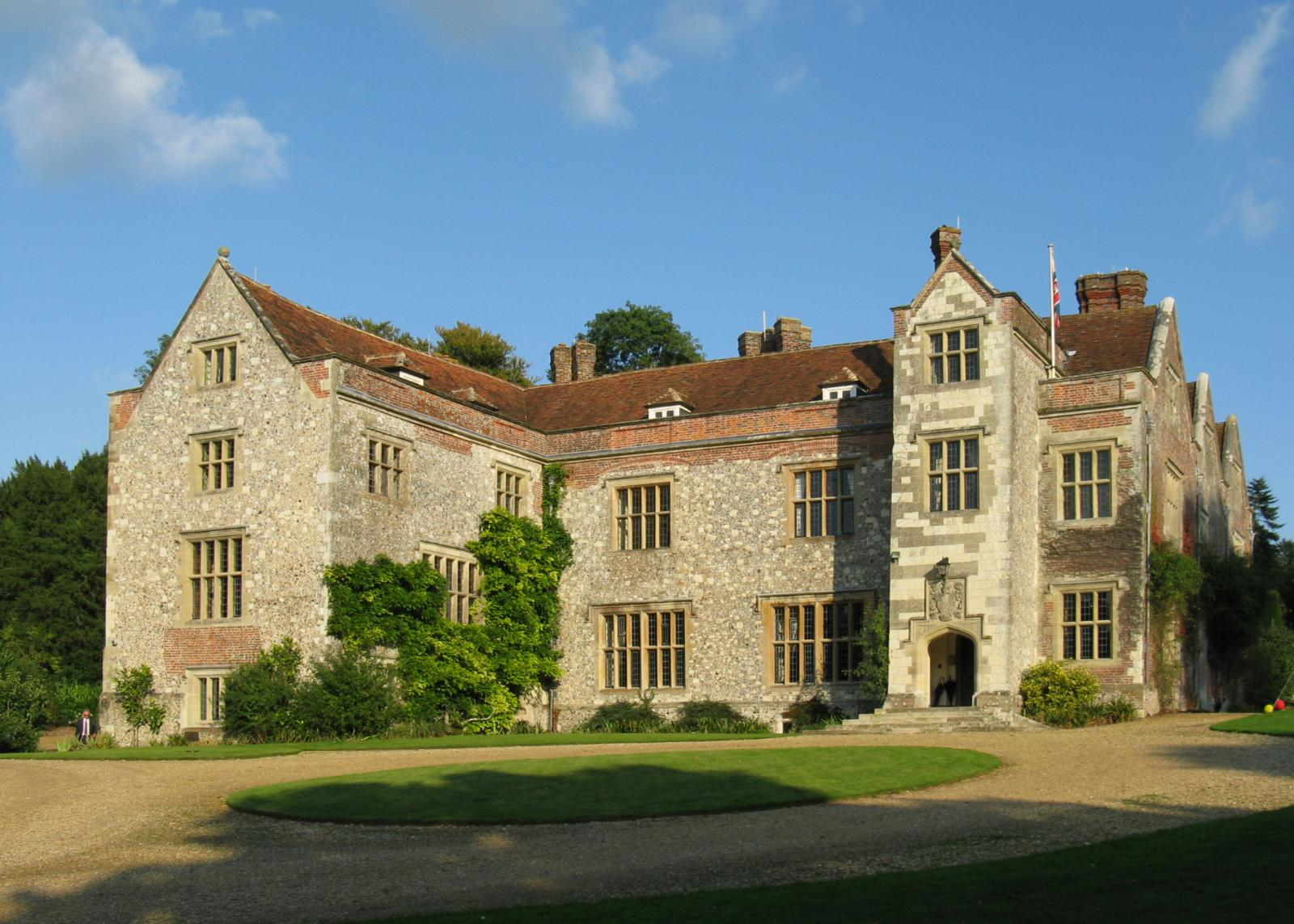
Chawton House en 2008

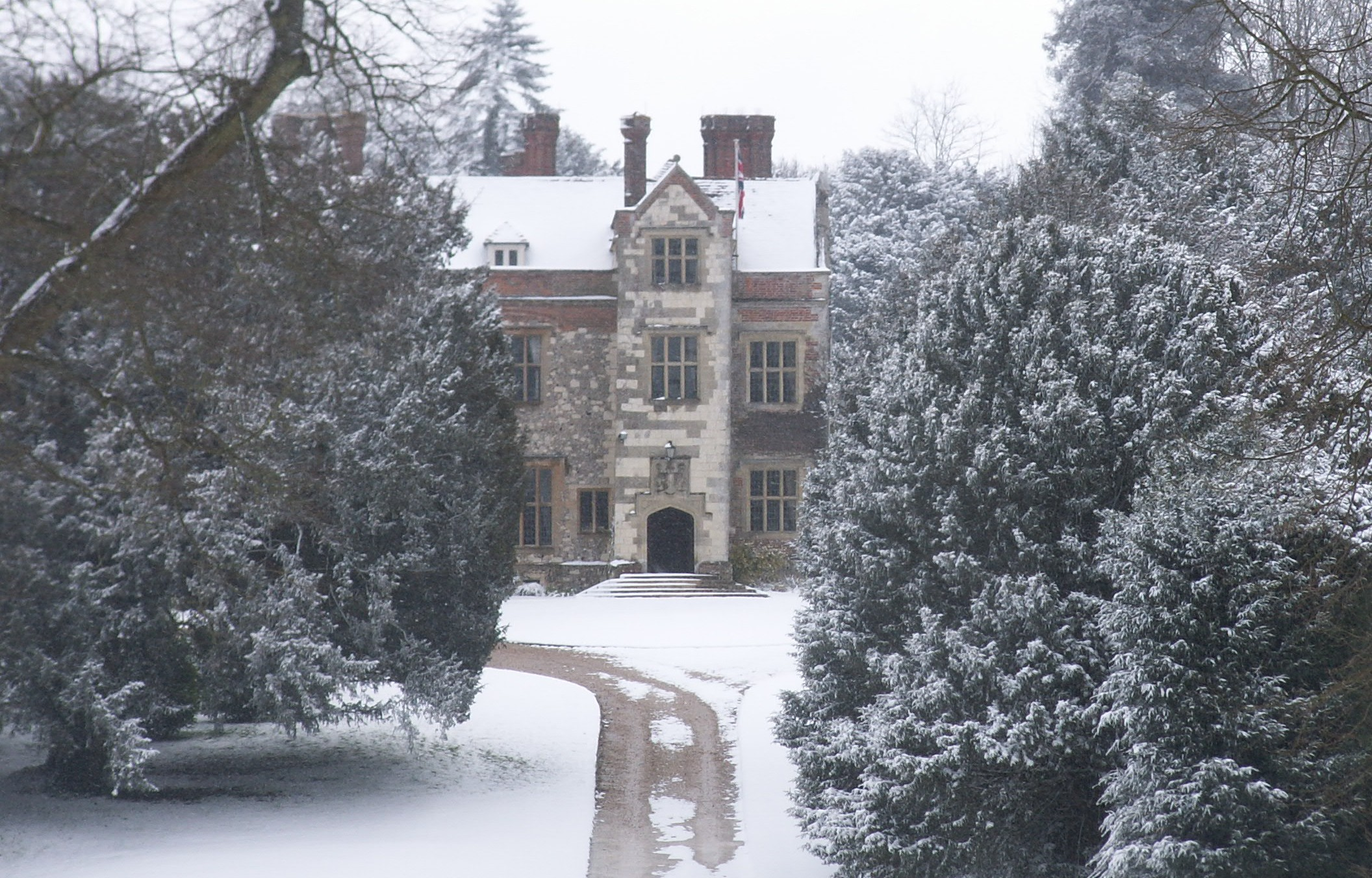
Chawton House sous la neige

Chawton House est un manoir élisabéthain classé Grade II * dans le Hampshire. Il est géré comme une propriété historique et abrite également la bibliothèque de recherche du Centre pour l'étude de l'écriture des premières femmes, 1600–1830 en utilisant la connexion du bâtiment avec la romancière anglaise Jane Austen.
Chawton House, juste à l'extérieur du village du même nom, est autrefois la maison du frère de l'écrivain, Edward Austen Knight. Elle reste une maison familiale privée jusqu'à la fin du XXe siècle. Au tournant du millénaire, elle est achetée par une fiducie caritative, largement restaurée et rouverte en tant que centre de recherche. Le Centre, qui gère des programmes d'études en association avec l'Université voisine de Southampton, comprend une importante bibliothèque une collection de plus de 9 000 livres et manuscrits connexes.

## La maison
Elle est située dans un parc de 275 acres (1,11 km2) de la campagne du Hampshire, et est utilisée pour des conférences, des tournages et plus récemment comme lieu de mariages. L'actuelle Chawton House est construite en 1580, principalement par John Knight. Basée sur un manoir appartenant à la famille Knight depuis 1551, elle est ensuite agrandie et modifiée vers 1655 et de nouveau aux XVIIIe et XIXe siècles. La maison est construite en silex avec des pansements en pierre et un toit en tuiles. La façade sud du XVIIe siècle comporte deux étages avec un grenier et trois pignons.
John Knight est député de Lymington de 1593 à 1597 et haut shérif du Hampshire de 1609 à 1610. La maison est transmise dans la famille jusqu'à ce que la lignée masculine s'éteigne avec la mort de Sir Richard Knight, après quoi elle passe à un parent par alliance, Richard Martin, qui change alors son nom en Knight. Elle passe ensuite à Thomas Brodnax, un parent, qui fait de même. Son fils, Thomas Knight, meurt sans enfant et lègue la maison à son parent éloigné Edward Austen, le frère aîné de Jane Austen, qui ajoute également Knight à son nom. Elle reste dans cette dernière famille Knight jusqu'à ce qu'il passe, en mauvais état, Richard Knight en 1987, qui la vend en 1992.

## La bibliothèque
En 1992, un bail de 125 ans sur la maison est acheté pour 1,25 million de livres sterling par une fondation créée par Sandra Lerner et Leonard Bosack, cofondateurs de Cisco Systems,.
Ouvert en 2003, il possède une collection de plus de 9 000 livres ainsi que des manuscrits originaux connexes. La bibliothèque travaille en partenariat avec l'Université de Southampton et constitue une ressource importante pour la maîtrise universitaire en études du XVIIIe siècle.
En 2015, la maison est ouverte aux visiteurs (pas seulement aux universitaires). En 2016, Lerner quitte le conseil d'administration et sa fondation dirige ses fonds vers d'autres projets.
La bibliothèque est maintenant le centre d'étude de l'écriture des premières femmes, 1600–1830. Elle abrite également la Knight Collection, une collection privée de livres appartenant à la famille Knight qui a vécu à Chawton House pendant 400 ans. Cette collection de livres appartenait autrefois à Edward Austen Knight, le frère de Jane Austen, et on sait qu'elle a utilisé cette collection de livres. La bibliothèque est lancée par Sandra Lerner, cofondatrice de Cisco Systems et philanthrope.

## Les jardins
Les jardins sont ouverts au public, avec accès à un salon de thé. Le programme de restauration des jardins est important et porte notamment sur la restauration du jardin clos. Edward Knight a l'idée de construire un nouveau jardin clos du vivant de Jane Austen. En 1813, elle écrit à son frère Frank : « Il [Knight] parle de faire un nouveau jardin ; le présent est mauvais et mal situé, près de chez M. Papillon ; — il veut avoir le nouveau, au sommet de la pelouse, derrière sa propre maison. » Les murs d'origine de Knight sont pour la plupart encore intacts, mais les serres et les hangars de rempotage ont été reconstruits. Les jardins ont été restaurés en utilisant le schéma de plantation original d'Edward Austen Knight. L'espace central est utilisé pour la production de légumes, de fruits rouges, d'herbes et de fleurs. Chawton House est enregistrée auprès de la Soil Association et est maintenant certifiée en tant que producteur biologique.
Le parc et les jardins de Chawton House sont classés Grade II dans le registre des parcs et jardins historiques.

## La connexion Jane Austen
La maison Chawton est située à environ 400 m du cottage où Austen a vécu les huit dernières années de sa vie. Celui-ci abrite aujourd'hui le Jane Austen's House Museum, qui est une grande maison du XVIIe siècle située au centre du village de Chawton, propriété du Jane Austen Memorial Trust depuis 1947 et conservée à sa mémoire. Les deux maisons, Chawton House et Jane Austen's House, sont des organisations caritatives gérées séparément.
Austen est connue pour avoir été une visiteuse fréquente de ce qu'elle appelait la «Grande Maison», et elle y fait référence à plusieurs reprises dans ses lettres. Edward Austen l'a également prêté à son frère, Francis Austen. Edward Austen lui-même réside à Godmersham Park, mais son fils, Edward Knight II, déménage à Chawton House après son mariage et vend Godmersham Park après la mort de son père.
Chawton House est le lieu de l'assemblée générale annuelle de la Jane Austen Society du Royaume-Uni. En 2003, la Jane Austen Society of North America a tenu son assemblée générale annuelle du 25e anniversaire sur le terrain de Chawton House.

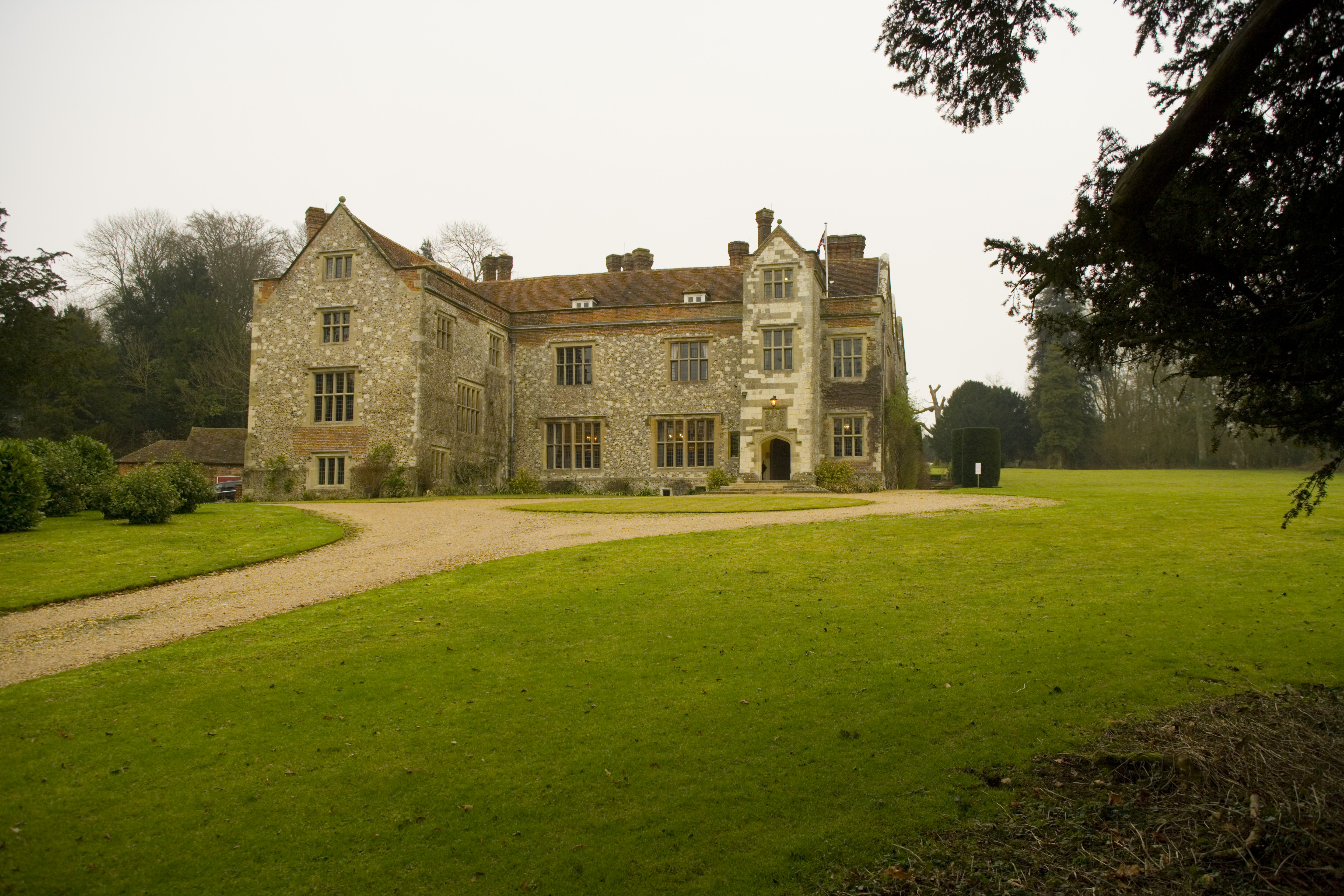
Chawton House depuis l'allée